# غروب عشق
غروب عشق فیلمی به کارگردانی  و نویسندگی گرجی عبادیا محصول سال ۱۳۳۴ است.

## بازیگران
- فروغ سهامی
- محسن مهدوی
- سوسن
- حسین امیرفضلی
- پرخیده
- منوچهر طایفه
- الکساندر بیجانیان
- باقر نمازی